# Rodolfo Félix Valdés
Rodolfo Félix Valdés (Nacozari de García, 22 de mayo de 1922 – Ciudad de México, 21 de mayo de 2012) fue un ingeniero civil y político mexicano, miembro del Partido Revolucionario Institucional. Fue secretario de Comunicaciones y Transportes de 1982 a 1984 y gobernador de Sonora de 1985 a 1991.

## Educación y vida personal
Nació en la ciudad minera de Nacozari de García, en Sonora. Hijo de Jesús Félix Vázquez y de Margarita Valdés Salido. Cursa la primaria en Ciudad Obregón, Sonora, y, al lado de su familia, se traslada a la ciudad de México a los doce años de edad. Ingresa a la Universidad Nacional Autónoma de México en 1936 para realizar sus estudios de secundaria en la Escuela de Iniciación Universitaria, y continua su formación académica en la Escuela Nacional Preparatoria. En 1941 arranca su carrera como ingeniero, dando inicio a sus estudios profesionales en la Escuela Nacional de Ingeniería; por sus méritos académicos, es electo como Consejero Estudiante ante el Consejo Universitario y Presidente de la Sociedad de Alumnos. Obtiene el título de ingeniero civil el día 17 de marzo de 1947.
Maestro en su alma mater, impartió las cátedras de Topografía General, Primer y Tercer Cursos de Construcción, de 1948 a 1966. De 1954 a 1959 fue Secretario de la Facultad de Ingeniería, y más tarde es electo Consejero Profesor ante el Consejo Universitario durante el período de 1962 a 1966. Promueve al lado del ingeniero Javier Barros Sierra, la fundación de la Sección de Planeación en la División de Estudios de Posgrado, cuya Jefatura encabeza de 1966 a 1973.
Casado con Gloria Leonor Flores Pérez Sandi con quien procreó a sus hijos Rodolfo, Javier, Gustavo, Gloria María, Cristóbal y Andrés.

## Servicio público
Inició su carrera en la entonces Secretaría de Comunicaciones y Obras Públicas, pasando posteriormente a las Secretarías de Obras Públicas y de Asentamientos Humanos y Obras Públicas en las que fue Jefe del Departamento de Planeación, Director General de Planeación y Programas y Subsecretario de Obras Públicas. El 1 de diciembre de 1982 el presidente Miguel de la Madrid lo designó Secretario de Comunicaciones y Transportes, permaneciendo dicho cargo hasta que renunció a él para aceptar la postulación del PRI a Gobernador de Sonora.
Ingresa en 1945 a la Secretaría de Comunicaciones y Obras Públicas como proyectista de puentes. A lo largo de una década, de 1948 a 1958 incursiona en el ejercicio privado de su profesión, al tiempo que consolida su actividad académica. En 1959 retoma su vocación por lo público, cuando es nombrado  Jefe del Departamento de Planeación de la Secretaria de Obras Públicas, y a partir de entonces emprende una carrera dentro del ámbito de la infraestructura carretera y de comunicaciones.  Así, en 1961 ocupa la titularidad de la entonces recién creada Dirección General de Planeación y Programa. El año de 1967 marca el inicio de un período de diecisiete años al frente de  la Subsecretaria de Obras Públicas, en donde organiza y dirige la actividad pública relacionada con la infraestructura para el transporte terrestre y aéreo. Después es designado Secretario de Comunicaciones y Transportes, cargo que ocupa de 1982 a 1984, cuando se desliga del ámbito federal para regresar a su estado natal, Sonora, como candidato a Gobernador del Estado por el Partido Revolucionario Institucional, llevando consigo el lema: “experiencia y solidez”.

## Campaña a Gobernador de Sonora
Al ser postulado como candidato a Gobernador, una de las principales críticas que se le hizo fue su desarraigo, pues hacía 40 años que no vivía en el estado, por tanto, no tenía la residencia efectiva que exigía la constitución estatal para ser candidato, hecho que sin embargo fue pasado por alto; así mismo, se enfrentó al candidato del PAN, Adalberto Rosas López, popularmente conocido como "El Pelón", que tenía una importante apoyo popular; los resultados electorales le dieron una amplia victoria, que no fue reconocida por el PAN que denunció fraude electoral y llevó a cabo protestas y manifestaciones sin resultado.

## Gobernador de Sonora
Fue elegido Gobernador Constitucional del Estado de Sonora para el período 1985 a 1991, lapso en el que induce la ampliación de la infraestructura carretera con el proyecto de la carretera de cuatro carriles de la Carretera Federal 15, desde el límite con Sinaloa hasta la frontera con Estados Unidos en Nogales; La interconexión con Chihuahua vía Yécora; el desarrollo de las obras del Río Sonora; la elevación de la cortina de la presa Ruiz Cortines; la construcción de la presa El Molinito (ahora llamada Rodolfo Félix Valdés); el programa agrario integral de Sonora el cual se anticipó a la compra de tierra para resolver el reparto; el impulso al desarrollo acuícola; la operación descentralizadora de servicios y obras a los municipios conocido como FORTAMUN; impulsó también las comunicaciones al lograr la ampliación de la red de Televisión y Radio Estatal hasta cubrir aproximadamente el 90% del territorio sonorense.

## Trayectoria profesional
En 1992 funda y preside la empresa Tecnodesarrollo, S.C., donde desarrolla la actividad de consultoría en diversos proyectos en el ámbito federal, estatal y municipal.
Se desempeñó como Consultor del Banco Mundial en programas de investigación sobre transporte. Representó a México en reuniones internacionales en Universidades, Asociaciones Gremiales y Academias de Ciencias de diferentes países, como Estados Unidos, Francia, Inglaterra, España, Italia, Bélgica, Suecia, Austria, Checoslovaquia, Marruecos y Australia, para compartir conocimientos e intercambiar experiencias técnicas; además, recibió las siguientes condecoraciones:  
- Gran Cruz de la Estrella Polar del Reino de Suecia;
- Comendador de la Legión de Honor de la República Francesa;
- Gran Cruz Miguel Larreynaga de la República de Nicaragua.

Asimismo, fue galardonado con el Premio Nacional de Ingeniería 1984 y como Académico de Honor de la Academia Mexicana de Ingeniería en 1993. En el año 2001 es distinguido como Miembro Honorario del Colegio de Ingenieros Civiles de México.
El 3 de noviembre de 1997 recibe de manos del Presidente Ernesto Zedillo el Premio Nacional de Ingeniería Civil por su distinguida trayectoria al servicio de México y en el ejercicio de su profesión.
En noviembre de 2008, con Luis Téllez como titular, la SCT otorgó un reconocimiento al ingeniero civil, por su legado como titular de la dependencia, como maestro y como exgobernador.
Publicó un sin número de trabajos en diferentes revistas de ingeniería y arquitectura y se distinguió como miembro de las siguientes asociaciones:
- Academia Mexicana de Ingeniería, de la cual fue Vicepresidente de la especialidad de Planeación.[8]
- Sociedad de Ex Alumnos de la Facultad de Ingeniería, de la cual fue presidente de 1979 a 1980.
- Colegio de Ingenieros Civiles de México, del cual fue presidente de 1959 a 1961.
- Sociedad Mexicana de Ingenieros, habiendo sido fundador y vicepresidente.
- Asociación de Ingenieros y Arquitectos de México, miembro distinguido desde 1982.
- Academia de Música del Palacio de Minería, A.C. miembro del Consejo desde 1992.
- Real Academia Sueca de Ciencias de Ingeniería, miembro corresponsal.
- Asociación Mexicana de Caminos. Socio de Honor en 1975.
- Asociación Mexicana de Ingeniería de Vías Terrestres, Socio de Honor en 1976.

Falleció el 21 de mayo de 2012 en la Ciudad de México.